# Mataparent virolat
El mataparent virolat (Cyanoboletus poikilochromus) és una espècie de fong de l'ordre dels boletals (Boletales). És un de mataparent del grup dels mataparents butiroides. L'epítet específic fa referència al gran nombre de colors que aquest bolet pot presentar. És la raó del nom popular.

## Morfologia
Bolet de solitari a gregari; de mida mitjana, de fins a 15 cm de diàmetre; al principi hemisfèric, després de convex a pla-convex; superfície llisa o lleugerament viscosa en temps humit; superfície finament vellutada; ocràcia groguenca, de bru groguenca, bru ataronjada a bru fosc, sovint tacada irregularment i rovellada en els punts mossegats; blaveja intensament al mínim frec..
Tubs de groc clar a groc fosc; blaveja al tall i al frec; porus fins de joves; grocs, en madurar groc més fosc, especialment cap el marge, més ataronjats amb l'edat; blavegen al frec.
Cama de fins a 10 cm de longitud; de cilíndrica a clavada, sovint fusiforme; inicialment groga, més tard bru ataronjada o vermellosa, tacada de porpra; reticle ben marcat, especialment en el terç superior; blaveja al frec; miceli blanc al peu.
Carn inicialment és de color groc llimona, en madurar blanquinosa al barret i de color groc llimona pàl·lid a la cama, blava quan s'exposa a l'aire, en poques hores desapareix el color blau i esdevé vermell porpra a vermell ataronjat o bru canyella; olor característica, forta, dolça i persistent, a fruites fermentades, compota de poma o licor de fruites; tast no distintiu.

## Hàbitat
Ocasional; des de l’estiu a la tardor; només en sòls calcaris, termòfil; des de la muntanya mitjana a la terra baixa i muntanya mediterrània; vora planifolis, entre roures (roure de fulla petita, roure martinenc), carrasca i alzina; en brolles i matollars; sovint acompanyats de pins (pi roig, pi blanc, pi pinyoner).

## Comentaris
El mataparent virolat es reconeix per l'olor inconfusible i el reticle incomplet en la part alta de la cama.
D'aspecte semblant és el mataparent lívid (Suillellus luridus), que té els porus vermells des de l'inici. També el mataparent de bou (Imperator torosus), que se'n diferencia pel color blanquinós a gris pàl·lid del barret.
El mataparent groc de peu roig (Cyanoboletus pulverulentus) blaveja de manera similar, la cama no té reticle i la carn, un cop ha blavejat, no esdevé lentament vermell porpra.

## Comestibilitat
No és comestible.